# Oolitic
Oolitic est une municipalité américaine située dans le comté de Lawrence en Indiana.
Lors du recensement de 2010, sa population est de 1 184 habitants. La municipalité s'étend sur 0,78 mille carré (2,02 km2).
Oolitic est fondée en 1896 par la Bedford Quarries Company, au cœur d'une région où se trouvent de nombreuses carrières d'oolithe. Elle devient une municipalité en 1900.